# Simulant (film)
Simulant este un film canadian thriller științifico-fantastic din 2023 regizat de April Mullen⁠(d). În rolurile principale au interpretat actorii Robbie Amell, Jordana Brewster, Simu Liu⁠(d), Alicia Sanz și Sam Worthington. Filmul a fost lansat la 7 aprilie 2023.

## Premisă
O femeie pe nume Faye încearcă să-și înlocuiască soțul proaspăt decedat, Evan, cu un android simulant umanoid. Acest umanoid trebuie să apeleze un hacker global pentru a elimina toate restricțiile asupra gândurilor și capacităților sale, declanșând o revoltă AI și o vânătoare de oameni din partea guvernului pentru a elimina creșterea nivelului de conștiință a mașinii.

## Distribuție
- Robbie Amell – Evan
- Jordana Brewster – Faye
- Simu Liu⁠(d) – Casey
- Sam Worthington – Kessler
- Alicia Sanz – Esmé
- Mayko Nguyen⁠(d) – Michiko Higashi
- Masa Lizdek – Lisa
- Christine L. Nguyen – Ying Hong
- Emmanuel Kabongo⁠(d) – Joshua
- Samantha Helt – Morgan

## Producție
În septembrie 2021, Luke Grimes a fost anunțat că va juca în acest film.  În decembrie 2021, Sam Worthington și Jordana Brewster au fost adăugați în distribuție.  La începutul anului 2022, Grimes a renunțat la proiect, în timp ce Robbie Amell, Alicia Sanz și Simu Liu s-au alăturat distribuției.   Filmările au avut loc în zona capitalei Toronto până în februarie 2022. 

## Lansare
Simulant a fost lansat în cinematografe în Canada de Mongrel Media⁠(d) la 7 aprilie 2023.  A fost programat să fie lansat în Statele Unite pe serviciul de streaming DIRECTV de către Vertical Entertainment la 5 mai, fiind urmat de o lansare în cinematografe la 2 iunie 2023. 

### Recepție
Pe Rotten Tomatoes, filmul are un rating de aprobare de 44% pe baza a 27 de recenzii și o evaluare medie de 5,7/10. 
În recenzia filmului pentru The New York Times, Elisabeth Vincentelli⁠(d) a scris: „Ori de câte ori încearcă să treacă la acțiune, Simulant este scurt... nimeni nu-l va confunda cu Blade Runner. Filmul este pe un teren mult mai ferm ca o dramă de relație, similar serialului britanic Humans, unde creațiile artificiale sunt numite „sintetici” (synths).” 